# Bahnhof Harrow & Wealdstone

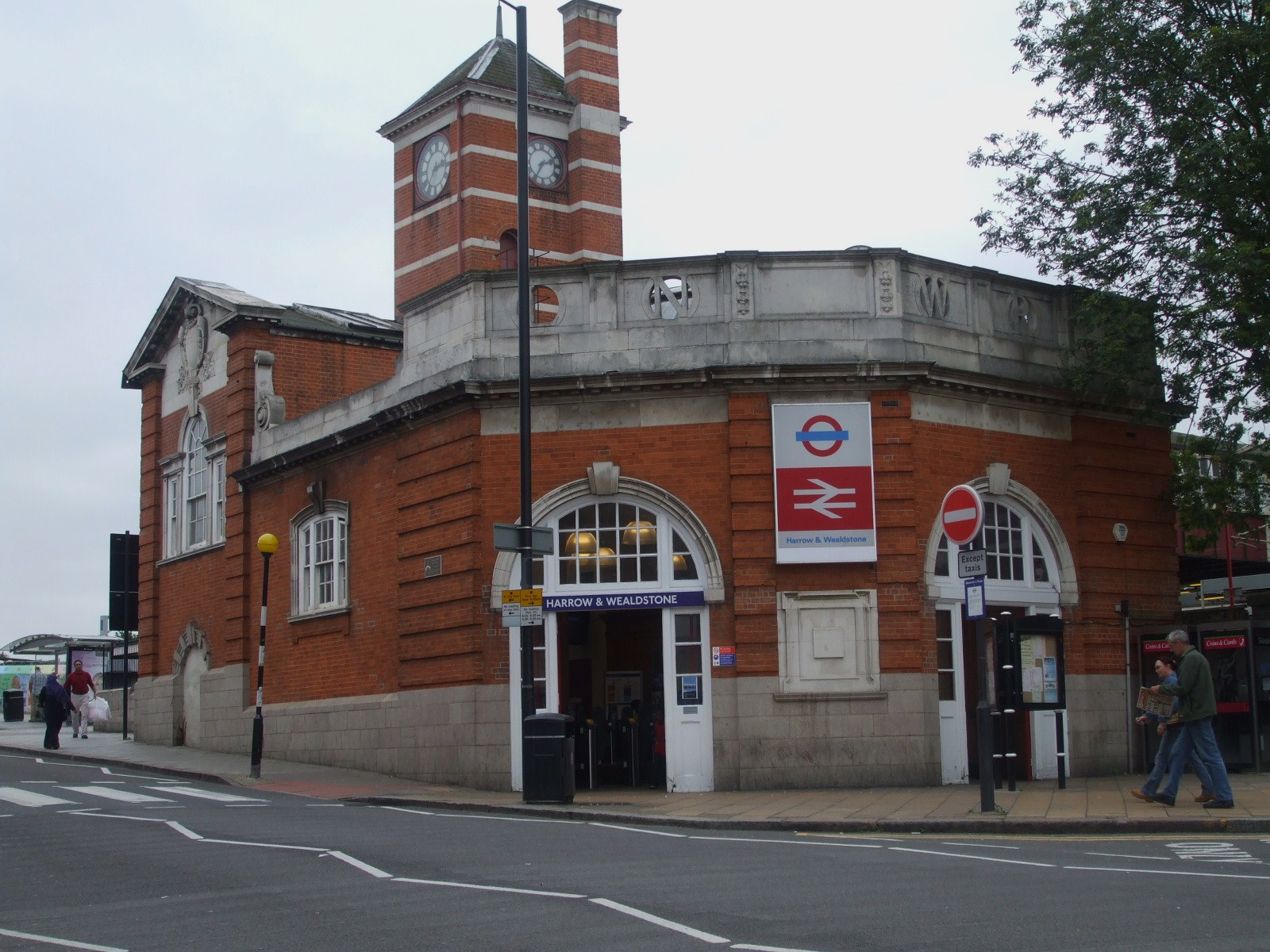
Bahnhofgebäude

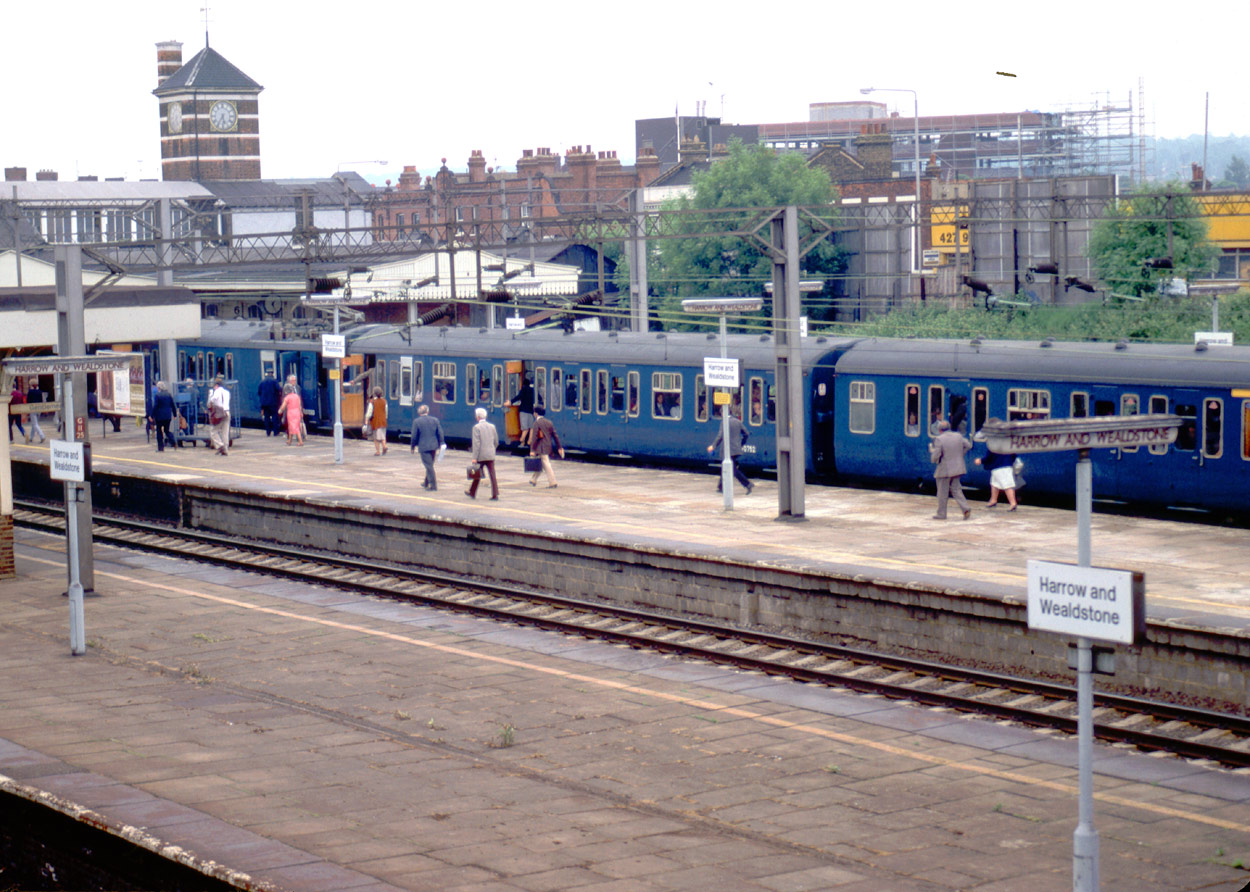
Bahnsteige

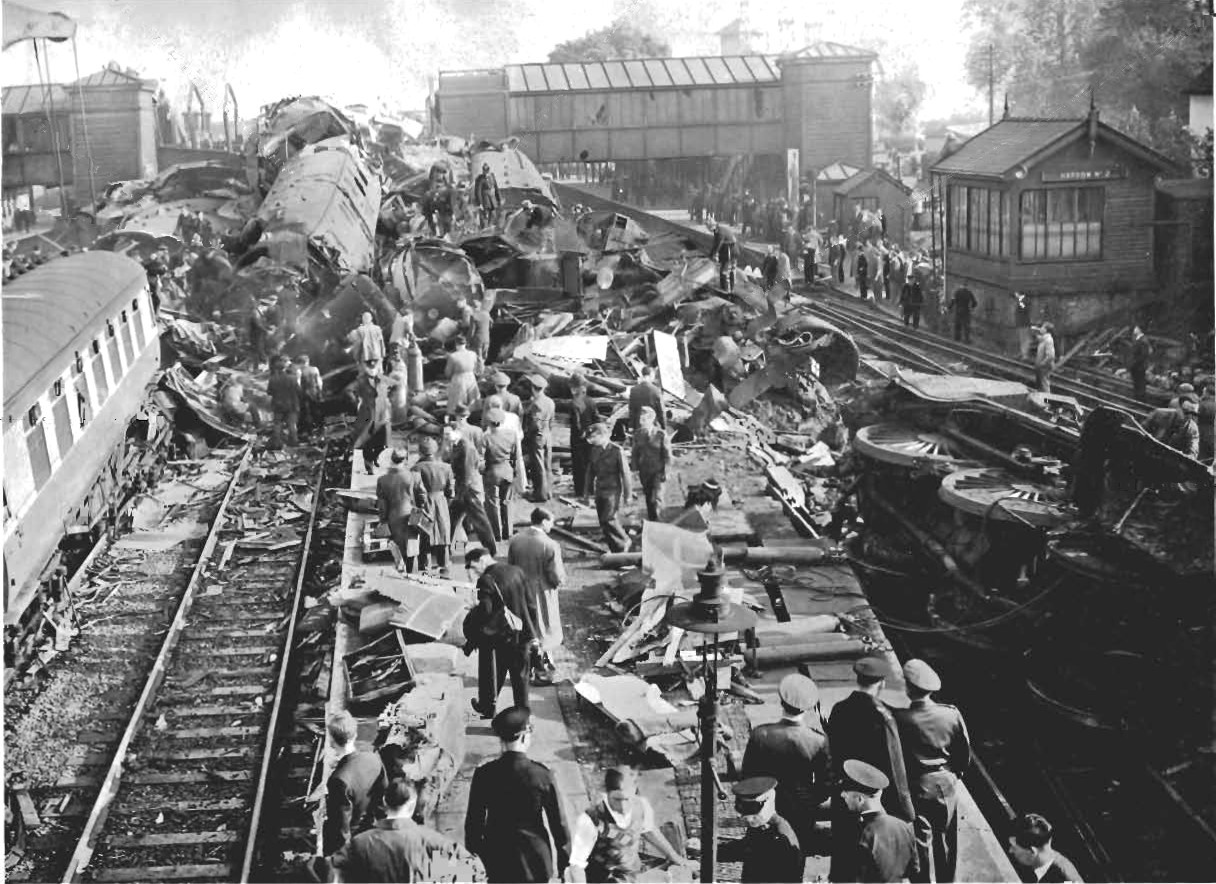
Zugunglück von 1952

Harrow & Wealdstone ist ein Bahnhof im Stadtbezirk London Borough of Harrow. Er wird von London-Overground-Vorortszügen auf der Strecke zwischen London Euston und Watford Junction bedient und ist zugleich die nördliche Endstation der Bakerloo Line der London Underground. Darüber hinaus halten hier auch Schnellzüge der Gesellschaften Southern und London Midland. Der Bahnhof befindet sich in der Travelcard-Tarifzone 5. Im Jahr 2014 wurden 4,51 Millionen U-Bahn-Fahrgäste gezählt, hinzu kommen 3,088 Millionen Fahrgäste der Eisenbahn.

## Geschichte

### Entwicklung
Der Bahnhof wurde am 20. Juli 1837 durch die London and Birmingham Railway (L&BR) unter dem Namen Harrow eröffnet. Zum Zeitpunkt der Eröffnung lag der Bahnhof weitab jeglicher Besiedlung, das nächste Dorf (Harrow-on-the-Hill) lag rund 2,5 km im Süden. Wealdstone war ein kleiner Weiler 1,5 km nördlich des Bahnhofs. Vom 18. Dezember 1890 bis zum 6. Juli 1964 war eine kurze Zweigstrecke in Richtung Stanmore in Betrieb. Die London and North Western Railway (LNWR), die Nachfolgerin der L&BR, nahm am 15. Juni 1912 den elektrischen Vorortverkehr auf parallel verlegten Gleisen auf (die so genannte Watford DC Line). Die U-Bahn-Züge der Bakerloo Line folgten am 16. April 1917.
Der Betrieb der Bakerloo Line auf dem Teilstück nördlich von Stonebridge Park wurde am 24. September 1982 vorübergehend eingestellt. Die Wiederinbetriebnahme am 4. Juni 1984 betraf jedoch nicht das Teilstück zwischen Harrow & Wealdstone und Watford Junction.
Seit 1989 steht der Bahnhof unter Denkmalschutz (Grade II).

### Unfälle
Am 5. Mai 1862 kam es im Bahnhof zum Kesselzerknall der Lokomotive No. 878 der London and North Western Railway, die einen Güterzug zog. Ursache war der innerlich korrodierte Dampfkessel der Lokomotive. Der Heizer war auf der Stelle tot, der Lokführer wurde verletzt.

Am 8. Oktober 1952 ereignete sich in Harrow & Wealdstone eines der schwersten Zugunglücke in der Geschichte der britischen Eisenbahnen. Ein aus Schottland kommender Nachtschnellzug kollidierte morgens um 8:19 Uhr mit dem hinteren Ende eines Lokalzuges, der auf Gleis 4 hielt. Sekunden später rammte ein nordwärts fahrender Schnellzug die beiden ineinander verkeilten Züge und riss die Fußgängerbrücke herunter. Bei diesem Unfall kamen 112 Menschen ums Leben, 340 wurden verletzt.